# Zátah (film, 1987)
Zátah (v anglickém originále Dragnet) je americká filmová komedie z roku 1987. Režisérem filmu je Tom Mankiewicz. Hlavní role ve filmu ztvárnili Dan Aykroyd, Tom Hanks, Christopher Plummer, Harry Morgan a Alexandra Paul.

## Děj
Příběh se odehrává v Los Angeles, kde policejní seržant Joe Friday, synovec a jmenovec slavného policisty, dostává nového partnera Pepa Streebeka. Jejich styly se výrazně liší – zatímco Friday je konzervativní, přísně dodržuje všechny předpisy a snaží se napodobit svého zesnulého strýce, Streebek je uvolněný, nekonvenční a často improvizuje. Jejich první společný případ se týká série zdánlivě nesouvisejících krádeží – byly odcizeny policejní vozy, chemikálie, netopýr, anakonda a lví hříva ze zoo, svatební šaty a celý náklad jubilejního vydání erotického časopisu Bait, který vydává Jerry Caesar.
Stopa vede k okultní sektě P.A.G.A.N. (People Against Goodness and Normalcy – Lidé proti dobru a normalitě). Friday a Streebek vyslýchají Emila Muzza, Caesarova řidiče limuzíny a člena sekty, který jim prozradí místo a čas tajného rituálu. Detektivové se v přestrojení za členy sekty infiltrují na obřad, kde jsou svědky pokusu o rituální obětování panny Connie Swailové. Maskovaný vůdce sekty ji v ukradených svatebních šatech hodí do jámy s vodou a anakundou, ale Friday se Streebekem ceremonii přeruší a Connie zachrání. Mezi Fridayem a Connie okamžitě přeskočí jiskra.
Když druhý den přivedou na místo rituálu svého nadřízeného kapitána Gannona a policejní komisařku Jane Kirkpatrickovou, která kandiduje na starostku, nenajdou tam žádné stopy po nočních událostech. Kirkpatricková je stáhne z případu. Později zjistí, že ukradené chemikálie by mohly být použity k výrobě jedovatého plynu. Po sérii neúspěšných pokusů o nalezení výrobny se Friday, Streebek a Connie setkají v restauraci Brown Derby, kde slaví narozeniny Fridayovy babičky. Tam Connie identifikuje respektovaného televizního kazatele Jonathana Whirleyho jako vůdce sekty P.A.G.A.N. Friday se ho pokusí zatknout, ale komisařka Kirkpatricková, jejíž kampaň Whirley tajně financuje, ho zbaví služby.
Odhalí se složitý plán – Whirley vystupuje ve dne jako morální autorita bojující proti pornografii, v noci vede satanistickou sektu. Spolu s Kirkpatrickovou plánují využít rostoucí kriminalitu k diskreditaci současného starosty. Při jubilejní party časopisu Bait chtějí pomocí ukradeného plynu zavraždit Caesara i starostu a z útoku obvinit sektu P.A.G.A.N.
Friday a Streebek však plán překazí. Whirley unese Connie a pokusí se uprchnout soukromým letadlem, přičemž opustí Kirkpatrickovou, která mu již není užitečná. Friday ho pronásleduje v policejním stíhacím letounu a donutí ho k přistání. Whirley je odsouzen ke 43 po sobě jdoucím trestům odnětí svobody na 99 let (s možností podmínečného propuštění po sedmi letech). O osudu komisařky Kirkpatrickové se příběh nezmiňuje, ale odhalení její zločinecké činnosti znamená konec její kariéry. Friday pokračuje v partnerství se Streebekem a začíná chodit s Connie, která už není označována jako "panna". Friday si však následující den poznamenává informaci o další schůzce P.A.G.A.N., což naznačuje, že sekta možná nebyla zcela zničena.

## Obsazení
| Dan Aykroyd         | Joe Friday       |
| Tom Hanks           | Pep Streebek     |
| Christopher Plummer | Jonathan Whirley |
| Harry Morgan        | Bill Gannon      |
| Alexandra Paul      | Connie Swail     |
| Jack O’Halloran     | Emil Muzz        |
| Elizabeth Ashley    | Jane Kirkpatrick |
| Dabney Coleman      | Jerry Caesar     |